# Bonsecours Market
Bonsecours Market (en francés: Marché Bonsecours), es un mercado público abovedado de dos pisos situado en 350 rue Saint-Paul en el Viejo Montreal (Canadá). Durante más de 100 años fue el principal mercado público del área de Montreal. También acogió brevemente al Parlamento de Canadá Unido durante una sesión en 1849.
Llamada así por la capilla adyacente Notre-Dame-de-Bon-Secours, se inauguró en 1847. Durante 1849 el edificio fue utilizado para la Asamblea Legislativa de la Provincia de Canadá. El diseño fue influenciado por la Aduana de Dublín.

## Historia

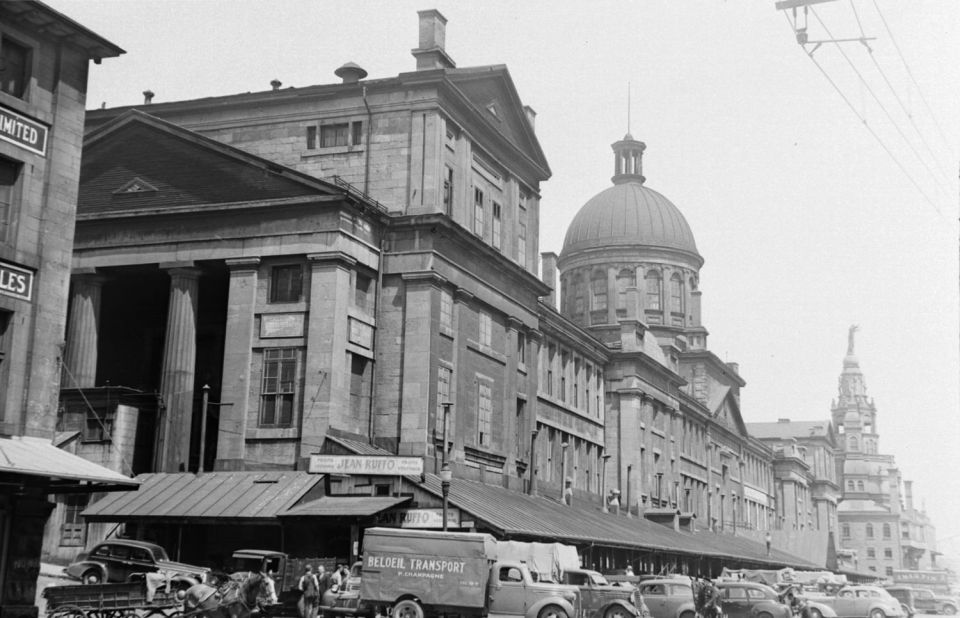
El Bonsecours Market en 1940

La construcción de este edificio de estilo neoclásico comenzó en 1844 y se completó en 1847. Fue diseñado por el arquitecto británico William Footner, y las modificaciones completadas en 1860 fueron diseñadas por el arquitecto de Montreal nacido en Irlanda, George Browne. Bonsecours Market también albergó el Ayuntamiento de Montreal entre 1852 y 1878. Las antiguas cámaras del ayuntamiento se convirtieron más tarde en una sala de reuniones de 3700 m².
El edificio del mercado también fue un lugar para banquetes, exposiciones y otros festivales. Browne fue acusado de agregar una sala de conciertos y una sala de banquetes de 900 m².
El edificio continuó albergando el mercado central de agricultores, una mezcla cada vez más multicultural de pequeños vendedores, hasta que se cerró en 1963 y se programó para su demolición. Sin embargo, se transformó en una instalación multiusos, con un centro comercial que alberga cafés al aire libre, restaurantes y boutiques en los pisos principal y segundo, así como una sala de alquiler y salas de banquetes en los pisos inferior y superior y la oficina municipal. espacio.
Bonsecours Market fue designado Sitio Histórico Nacional de Canadá en 1984.

## Legado

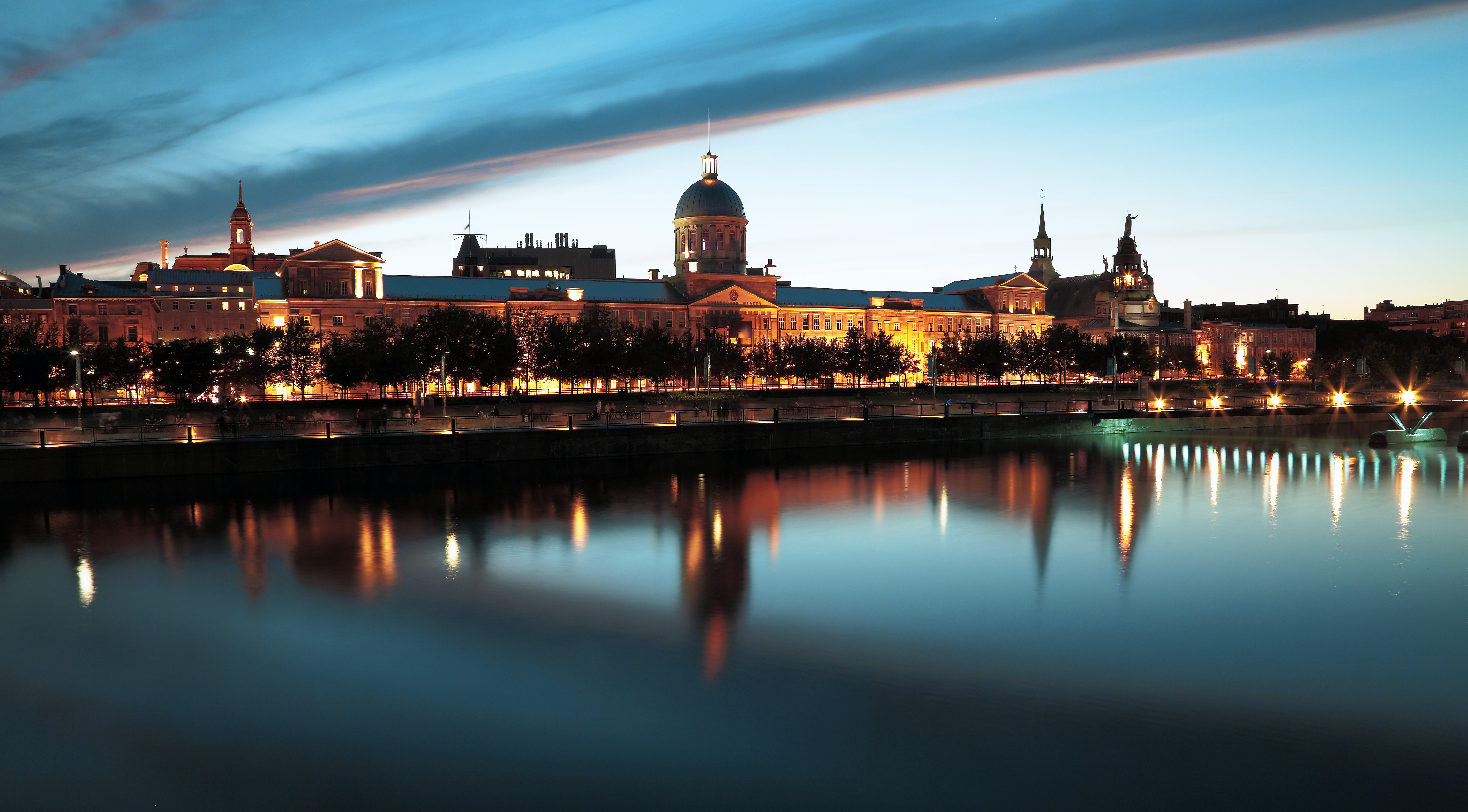
Mercado de Bonsecours por la noche.

El 28 de mayo de 1990, Correos de Canadá publicó "Bonsecours Market, Montreal" diseñado por Raymond Bellemare. La estampilla tiene una imagen del mercado de Bonsecours, que fue diseñado por el arquitecto de Montreal William Footner y construido entre 1842 y 1845. La estampilla la imprimió la British American Bank Note Company and Canadian Bank Note Company, Limited.